# La lectora (serie de televisión)
La lectora es una miniserie colombiana producida para RCN Televisión en 2002 y 2003. basada en la novela literaria homónima del escritor y periodista colombiano Sergio Álvarez Guarín, bajo la adaptación libre para televisión de los escritores Mauricio Navas y Mauricio Miranda.  
Está protagonizada por Verónica Orozco, Lorena Meritano, Luis Mesa y Fabio Rubiano.

## Sinopsis
La vida de Laura, una tímida bibliotecóloga, siempre fue plana y aburrida. Hasta ese día, cuando sin saber cómo y sin saber porqué empezó a vivir en carne propia el temor y el miedo pero también el amor y la pasión que conocía sólo a través de las heroínas de las novelas de misterio que devoraba en sus noches de eterna soledad. 
Ese día, al salir de su trabajo en la biblioteca, su vida se parte en dos. Obligada a subir a una camioneta, maniatada y encapuchada, lo primero que pensó fue que la iban a violar. Cuando la desatan horas después descubre que está en una finca abandonada a donde Weimar y Richard, dos jóvenes analfabetas la han llevado para que les lea una novela. Junto con ella tienen retenido a Gabriel, un periodista que, sin ella saberlo será su ángel guardián en su paso por el infierno de su cautiverio. 
La novela, un manuscrito de unas 500 páginas, les interesa a los captores pues se supone que en ella están las claves para encontrar un maletín con dos millones de dólares que perteneció a un importante narcotraficante. En medio de las presiones, los gritos y las insinuaciones morbosas de sus captores y de las miradas transparentes y llenas de significados de Gabriel, Laura empieza a leer el manuscrito que Gabriel dice el ha escrito sí mismo. 
Es la historia de Cachorro, un taxista y Karen una desnudista de un elegante bar de la capital. Una noche ellos dos recogen en el taxi de Cachorro a dos extraños pasajeros y un minuto después son atacados a bala desde una camioneta. Cachorro es herido en un brazo y se estrella. Los pasajeros se bajan apresuradamente contestando el fuego y dejando olvidado en el taxi un maletín que traían, marcado con una “M” en oro y que contiene dos millones de dólares. Empieza aquí para ellos una serie de aventuras, persecuciones, accidentes, encuentros y desencuentros en donde lo más importante es el amor que empieza a darse entre Karen y el taxista. 
Al tiempo el cautiverio ha logrado acercar afectivamente a Gabriel y a Laura y esta cada vez se interesa más en la novela. Hasta que llega al punto en el cual Cachorro desesperado y habiendo perdido a Karen y la posibilidad de recuperar el maletín acude en busca de ayuda a donde un viejo amigo que trabaja en un periódico y quien resulta ser nada menos que Gabriel. El mismo hombre que ahora la observa y de quien se ha empezado a enamorar.

## Elenco
- Verónica Orozco como Laura Cervantes.
- Luis Mesa como Gabriel Sánchez.
- Alexander Palacio como Chamizo.
- Lorena Meritano como Guadalupe 'Karen' Serna.
- Fabio Rubiano como Otto 'Cachorro' Salas.
- Julio César Herrera como Richard.
- Luly Bossa como Patricia.
- Roberto Delgado como Weimar.
- Agmeth Escaf como Carlos Mario Paz Esguerra.
- Mauricio Figueroa como Luis Velázquez.
- Miguel angel morillo como el sargento Jiménez
- Hector rivas † como el mayor ramos
- Érika Krum † como Sofía.
- Alejandro López como Antonio.
- Fabiana Medina como Daisy.
- María Luisa Ortiz como María Elvira.
- Inés Prieto como Eduviges.
- Carolina Ramírez como Remedios 'Cherry' Carranza.

## Adaptaciones

### Cine
- La lectora (2012) es una adaptación cinematográfica escrita, producida y dirigida por Riccardo Gabrielli R., protagonizada por Carolina Guerra como Laura "La lectora" Cervantes, Carolina Gómez como Guadalupe "Karen" Serna y Diego Cadavid como Otto "Cachorro" Salas.